# 镰叶韭
镰叶韭（学名：Allium carolinianum）是葱科葱属的植物。分布于尼泊尔、阿富汗、中亚地区以及中国大陆的新疆、西藏、青海、甘肃等地，生长于海拔2,500米至5,000米的地区，见于砾石山坡、向阳的林下和草地，目前已由人工引种栽培。

## 异名
- Allium platystylum Regel